# Lista de episódios de Crash & Bernstein
Está é uma lista de episódios da série original do Disney XD, Crash & Bernstein.
Em 15 de abril de 2013, foi anunciado que Crash & Bernstein foi renovada para uma segunda temporada.

## Resumo
| Temporada | Temporada | Episódios | Exibição nos Estados Unidos | Exibição nos Estados Unidos | Exibição no Brasil   | Exibição no Brasil      | Exibição em Portugal  | Exibição em Portugal |
| Temporada | Temporada | Episódios | Estreia de temporada        | Final de temporada          | Estreia de temporada | Final de temporada      | Estreia de temporada  | Final de temporada   |
| --------- | --------- | --------- | --------------------------- | --------------------------- | -------------------- | ----------------------- | --------------------- | -------------------- |
|           | 1         | 26        | 8 de outubro de 2012        | 9 de setembro de 2013       | 20 de abril de 2013  | 27 de fevereiro de 2014 | 17 de janeiro de 2014 | 24 de abril de 2015  |
|           | 2         | 13        | 7 de outubro de 2013        | 11 de agosto de 2014        | 7 de abril de 2014   | 13 de dezembro de 2014  | por anunciar          | por anunciar         |

## Episódios

### 1.ª Temporada (2012-2013)
| #     | #     | Título                                                                         | Dirigido por      | Escrito por                                      | Exibição original                                                   | Audiência (em milhões) |
| ----- | ----- | ------------------------------------------------------------------------------ | ----------------- | ------------------------------------------------ | ------------------------------------------------------------------- | ---------------------- |
| 1     | 1     | "Crashlândia / Chegou o Crash" Crash Lands"                                    | Bruce Leddy       | Eric Friedman                                    | 8 de outubro de 2012 20 de abril de 2013 17 de janeiro de 2014      | 0,63                   |
| 2     | 2     | "Crash Medroso / Crash Assustadiço" Scaredy Crash"                             | Robbie Countryman | T. Sean Shannon                                  | 15 de outubro de 2012 31 de outubro de 2013 4 de julho de 2014      | 0,46                   |
| 3     | 3     | "Treinador Crash / Treinador Crash" Coach Crash"                               | Bruce Leddy       | Jim Armogida & Steve Armogida                    | 22 de outubro de 2012 21 de abril de 2013 24 de janeiro de 2014     | 0,47                   |
| 4     | 4     | "Educando Crash / Educar o Crash" Educating Crash"                             | Bruce Leddy       | Mike Larsen                                      | 29 de outubro de 2012 27 de abril de 2013 7 de fevereiro de 2014    | 0,57                   |
| 5     | 5     | "Festa com Crash / Crash na Festa" Party Crasher"                              | Robbie Countryman | Ryan Levin                                       | 5 de novembro de 2012 28 de abril de 2013 21 de fevereiro de 2014   | 0,76                   |
| 6     | 6     | "Sozinho... Com Crash / Sozinho em casa com o Crash" Home Alone... With Crash" | Bruce Leddy       | David Nichols                                    | 12 de novembro de 2012 4 de maio de 2013 28 de fevereiro de 2014    | 0,69                   |
| 7     | 7     | "Motocicleta do Crash / Crash Motard" Motorcycle Crash"                        | Bruce Leddy       | Eric Friedman                                    | 26 de novembro de 2012 5 de maio de 2013 14 de março de 2014        | 0,60                   |
| 8     | 8     | "Crash Disfarçado / Crash à Paisana" Undercover Crash"                         | Rich Correll      | Ryan Levin                                       | 14 de janeiro de 2013 11 de maio de 2013 21 de março de 2014        | 0,41                   |
| 9     | 9     | "Sistema Crash / Crash no Sistema" System Crash"                               | Rich Correll      | Tiffany Lo & Ethel Lung                          | 21 de janeiro de 2013 12 de maio de 2013 18 de abril de 2014        | 0,49                   |
| 10    | 10    | "Crash Apaixonado / Fraquinho do Crash" Crash Crush"                           | Dan Milano        | T. Sean Shannon                                  | 28 de janeiro de 2013 18 de maio de 2013 25 de abril de 2014        | 0,34                   |
| 11    | 11    | "Crash Baixinho / Crash Baixinho" Shorty Crash"                                | Brent Carpenter   | Jim Armogida & Steve Armogida                    | 4 de fevereiro de 2013 19 de maio de 2013 2 de maio de 2014         | 0,50                   |
| 12    | 12    | "Solte o Crash / Soltem o Crash" Release the Crashen"                          | Sean Mulcahy      | Erinne Dobson & Shannon Fopeano                  | 11 de fevereiro de 2013 25 de maio de 2013 23 de maio de 2014       | -                      |
| 13    | 13    | "Crash Rico / Crash Frio e Duro" Cold Hard Crash"                              | Sean Mulcahy      | Tim Brenner                                      | 18 de fevereiro de 2013 26 de maio de 2013 13 de junho de 2014      | 0,59                   |
| 14    | 14    | "Crash Contagio / Crashtipação" Crashtagion"                                   | Bruce Leddy       | David Nichols                                    | 25 de fevereiro de 2013 1 de junho de 2013 18 de julho de 2014      | 0,56                   |
| 15    | 15    | "Resgatando Crash / Crash Raptado" Crash Jacked"                               | Sean Mulcahy      | Clark Taylor Mike Larsen                         | 4 de março de 2013 2 de junho de 2013 1 de agosto de 2014           | 0,67                   |
| 16    | 16    | "Crash vs. Flex / Crash vs. Flex" Crash vs. Flex"                              | Bruce Leddy       | Lisa K. Nelson                                   | 11 de março de 2013 8 de junho de 2013 22 de agosto de 2014         | 0,35                   |
| 17    | 17    | "Máximo Crash / Crash Maximus" Crashus Maximus"                                | Sean Mulcahy      | Matt Price                                       | 18 de março de 2013 12 de agosto de 2013 12 de setembro de 2014     | 0,42                   |
| 18    | 18    | "Crash Mania / Crashlemania" Crashlemania"                                     | Shelley Jensen    | Jim Armogida & Steve Armogida                    | 25 de março de 2013 13 de agosto de 2013 10 de outubro de 2014      | 0,54                   |
| 19    | 19    | "O Cômico livro de Crash / Banda Desenhada Crash" Comic Book Crash"            | Shelley Jensen    | Jason Nash                                       | 15 de abril de 2013 14 de agosto de 2013 2 de janeiro de 2015       | 0,29                   |
| 20    | 20    | "Parada Crash / Parada Crash" Parade Crasher"                                  | Shelley Jensen    | Jason Nash                                       | 22 de abril de 2013 15 de agosto de 2013 16 de janeiro de 2015      | 0,43                   |
| 21    | 21    | "Crashy McSuperinteligente / Crash McChicoesperto" Crashy McSmartypants"       | Sean Mulcahy      | Mike Larsen                                      | 25 de junho de 2013 16 de agosto de 2013 6 de fevereiro de 2015     | 0,40                   |
| 22    | 22    | "Crash Monstro / Monster Crash" Monster Crash"                                 | Bruce Leddy       | David Nichols                                    | 8 de julho de 2013 6 de fevereiro de 2014 6 de março de 2015        | 0,84                   |
| 23    | 23    | "Crash Pergunta Demais / Crash Perguntador" Crash Asks Too Many Questions"     | Sean Mulcahy      | Eric Friedman                                    | 15 de julho de 2013 13 de fevereiro de 2014 20 de março de 2015     | 0,62                   |
| 24    | 24    | "Crash, o Homem / Crash Homem" Crash the Man"                                  | Sean Mulcahy      | Doc Kemker                                       | 22 de julho de 2013 20 de fevereiro de 2014 20 de fevereiro de 2015 | 0,50                   |
| 25–26 | 25–26 | "Crash no Caminho / Crash a Fugir" Crash On The Run"                           | Bruce Leddy       | Lisa K. Nelson (Parte 1) Eric Friedman (Parte 2) | 9 de setembro de 2013 27 de fevereiro de 2014 24 de abril de 2015   | 0,53                   |

### 2.ª Temporada (2013-2014)
| #  | #  | Título                                                  | Dirigido por     | Escrito por                   | Exibição original                                         | Audiência (em milhões) |
| -- | -- | ------------------------------------------------------- | ---------------- | ----------------------------- | --------------------------------------------------------- | ---------------------- |
| 27 | 1  | "A Plástica no Nariz" The Nosejob Job"                  | Bruce Leddy      | Eric Friedman                 | 7 de outubro de 2013 7 de abril de 2014 por anunciar      | por anunciar           |
| 28 | 2  | "Saudável-ween" Health-o-ween"                          | Bruce Leddy      | Mike Larsen                   | 14 de outubro de 2013 14 de abril de 2014 por anunciar    | por anunciar           |
| 29 | 3  | "Crash Está Tendo um Bebê" Crash Is Having a Baby"      | Sean Mulcahy     | Steve Armogida & Jim Armogida | 21 de outubro de 2013 21 de abril de 2014 por anunciar    | por anunciar           |
| 30 | 4  | "Lixo & Bernstein" Trash & Bernstein"                   | Hugh Martin      | Natalie Barbrie & Tim Brenner | 28 de outubro de 2013 28 de abril de 2014 por anunciar    | por anunciar           |
| 31 | 5  | "Possibilidade de Fraternidade" Frat Chance"            | Sean Mulcahy     | Jon Ross                      | 18 de novembro de 2013 5 de maio de 2014 por anunciar     | por anunciar           |
| 32 | 6  | "Ação Zero" Action Zero"                                | Victor Gonzalez  | Doc Kemker                    | 19 de novembro de 2013 12 de maio de 2014 por anunciar    | por anunciar           |
| 33 | 7  | "Tal Pai, Tal Roxo" Like Father, Like Purple"           | Sean Mulcahy     | Mike Larsen                   | 20 de novembro de 2013 19 de maio de 2014 por anunciar    | por anunciar           |
| 34 | 8  | "Feliz Crash-Festa" Merry Crashenfest"                  | Sean Mulcahy     | Jon Ross                      | 3 de dezembro de 2013 13 de dezembro de 2014 por anunciar | por anunciar           |
| 35 | 9  | "Pato, Pato, Crash " Duck, Duck, Crash"                 | Marian Deaton    | Shannon Fopeano               | 7 de julho de 2014 11 de agosto de 2014 por anunciar      | por anunciar           |
| 36 | 10 | "Fuga da Ilha do Pé-Grande" Escape from Bigfoot Island" | Bruce Leddy      | Doc Kemker                    | 18 de julho de 2014 12 de agosto de 2014 por anunciar     | por anunciar           |
| 37 | 11 | "Macaco Hidráulico" Monkey Business"                    | Eric Dean Seaton | Natalie Barbrie & Tim Brenner | 21 de julho de 2014 13 de agosto de 2014 por anunciar     | por anunciar           |
| 38 | 12 | "Flutuando no Espaço" Flushed in Space"                 | Brent Carpenter  | Steve Armogida & Jim Armogida | 28 de julho de 2014 14 de agosto de 2014 por anunciar     | por anunciar           |
| 39 | 13 | "Cabeças Duplas" Double Header"                         | Marian Deaton    | Eric Friedman                 | 11 de agosto de 2014 15 de agosto de 2014 por anunciar    | por anunciar           |